# Hydroglyphus sinuspersicus
Hydroglyphus sinuspersicus är en skalbaggsart som beskrevs av Hájek och Wewalka 2009. Hydroglyphus sinuspersicus ingår i släktet Hydroglyphus och familjen dykare. Inga underarter finns listade i Catalogue of Life.